# Nr. 7
Nr. 7 ist der Debüt-Dokumentarfilm des Regisseurs Michael Schindegger. Der Film porträtiert das Haus in der Wiener Leopoldstadt, in dem der Regisseur aufgewachsen ist und 30 Jahre gelebt hat, sowie seine vielsprachige, vorwiegend jüdische Hausgemeinschaft.

## Handlung
„Nr. 7“ ist eine Momentaufnahme aus dem Jahr 2011. Dreißig Jahre wohnt Regisseur Michael Schindegger nun schon mit Vater und Brüdern in einem Mietshaus in Wien/Leopoldstadt, dem Haus „Nr. 7“. Die Nachbarn kennt er kaum. Kurz vor der eigenen Hochzeit und dem Auszug will er das ändern. Die Kamera in der Hand, läutet er an den Türen und macht sich bekannt mit der vielsprachigen, vorwiegend jüdischen Hausgemeinschaft.
Was er findet, ist ein verloren geglaubtes Stück Wiener Kulturgeschichte, eine vielsprachige, vorwiegend jüdische Hausgemeinschaft, die hier ihren ganz eigenen Rhythmus lebt und den Regisseur herein bittet, um daran teilzuhaben. Die Hausbesitzersfamilie wohnt auf mehreren Etagen: Eltern, Töchter, Schwiegersöhne und Enkel. Gemeinsam betreibt man im Erdgeschoss eine koschere Fleischerei, ein Treffpunkt der jüdischen Gemeinschaft. Hier werden Sandwiches verpackt, neben der Theke diskutieren junge Männer mit Baseballkappen den Wert der Sabbatruhe. Auf dem Dach zimmern Hausbewohner einen Pavillon für das Laubhüttenfest.

## Festivals
- Diagonale Graz 2012
- Pravo Ljudski 2012, Bosnien und Herzegowina